# 人魚號沉沒事故
人魚號沉沒事故發生於2019年5月29日21時05分的雨夜，匈牙利布達佩斯多瑙河上人魚號被維京號撞沉。人魚號船上載有33名韓國遊客及2名匈牙利船員，7名韓國遊客被當場救起，其餘所有人在下遊尋獲屍身。2020年3月，維京號的64歲烏克蘭船長Yuri Chaplinsky上法庭，檢察官指控他在起航開始5分鐘內因個人原因分心。

## 事故
當地時間（UTC+2，歐洲中部夏令時間）5月29日晚間9點05分，多瑙河觀光船「人魚號」（Hableány）的2名匈牙利船員，正載著南韓「好棒旅行社」的33人中歐9日旅行團，完成了當晚的「夜遊多瑙河」行程，在一行人即將減速靠岸之際，人魚號卻在布達佩斯市區的著名景點瑪格麗特橋下的橋墩水域，與德國籍遊船『維京西格恩號』（MV Viking Sigyn）發生碰撞事故，人魚號被撞後隨即於橋墩處翻覆；僅船頭輕微受損的維京西格恩號繼續前進，人魚號則在短短7秒內「全船沉沒」。維京西格恩號的烏克蘭籍船長於當地時間30號被匈牙利警方逮捕，目前官方尚未公開切確的指控與肇事可能。

## 事故船隻
人魚號是一艘27米（89英尺）的觀光船，有兩個露天甲板，可容納45名乘客觀光，在其他配置下可容納60名乘客。1949年在蘇聯建造。
維京西格恩號是一艘135米（443英尺）的“酒店式”遊輪，由Viking River Cruises運營。有四個甲板，95個房間，可搭載180名乘客。該船於2019年3月正式命名，並用於該公司的多瑙河郵輪服務上。